# Jo-yonghan gajok
The Quiet Family (조용한 가족?, 조용한 家族?, titolo traslitterato Jo-yonghan gajok) è un film commedia horror del 1998 diretto da Kim Ji-woon.